# Honor (mitologia)
Honos, Honor (łac. cześć, zaszczyt) – w mitologii rzymskiej jedno z bóstw będących personifikacją pojęć moralnych – honoru i czci.
Honos uosabiał sławę wojenną jako nagrodę za męstwo. Związany był ściśle z kultem Marsa. Należy do nielicznych bóstw opiekuńczych mężczyzn.
Na rewersach monet rzymskich przedstawiany z gałązką oliwną lub z berłem i rogiem obfitości. Często przedstawiany wspólnie z Virtusem (męstwo, dzielność) jako symboliczne połączenie obu cnót.